# Schiumino
Lo schiumino (in inglese foamie) è un tipo di modello di aereo radiocomandato monoala (tuttala) a freccia positiva e profilo autostabile realizzato in materiale plastico espanso, di solito polistirolo o depron, o recentemente in EPP (polipropilene espanso) o Elapor. Originario degli Stati Uniti si è diffuso velocemente in tutto il mondo. In Italia sono arrivati grazie a Beppe Ghisleri, che ne ha scritto in due articoli comparsi sui numeri 25 e 34 di Modellismo.
La fortuna di questi modelli è dovuta al basso costo di realizzazione (il nome, schiumini, deriva dal materiale usato), alla costruzione molto veloce e alle buone caratteristiche di volo. La struttura permette di mantenere un basso peso (meno di 650 grammi) e una buona resistenza agli urti, consentendo a questi modelli di resistere a pressoché qualunque tipo di atterraggio o di maltrattamento, tanto che è possibile realizzare un vero e proprio combattimento aereo, con tanto di scontri fisici tra aeromodelli. Con la giusta motorizzazione (ad esempio con motori elettrici passo passo, brushless e batterie Lipo a polimeri di litio) possono anche raggiungere grandi velocità permettendo manovre acrobatiche mozzafiato.
Avendo a disposizione solo due alettoni che agiscono sia come timoni di profondità sia per virare, per volare con lo schiumino è indispensabile una radio che supporti la miscelazione elettronica dei segnali di controllo dei timoni di profondità/alettoni; solitamente questa funzione viene chiamata V-Tail o Delta ed è presente in qualsiasi radio digitale, permettendo di miscelare il movimento dei due servocomandi facendo agire in ogni istante gli alettoni sia come timoni di profondità che per virare. Se la radio è sprovvista di tale funzione, in commercio si trovano miscelatori elettronici che svolgono la medesima funzione.